# 尾澤達也
尾澤 達也（おざわ たつや、1933年9月 - ）は、日本の技術者、実業家。学位は薬学博士（明治薬科大学・1986年）。姓の「澤」は「沢」の旧字体のため、新字体で尾沢 達也（おざわ たつや）とも表記される。
株式会社資生堂化学研究所での勤務を経て、株式会社資生堂製品研究所所長、皮膚科学研究所副所長、株式会社資生堂研究開発本部本部長、株式会社資生堂専務などを歴任した。

## 来歴

### 生い立ち
1933年（昭和8年）9月に生まれ、奈良県にて育つ。太平洋戦争終結後、筑波大学の前身である東京教育大学に進学し、理学部化学科にて学んだ。1957年（昭和32年）3月、東京教育大学理学部化学科を卒業。同年4月、資生堂化学研究所に入社。

### 技術者・実業家として
資生堂グループにおいては要職を歴任した。アメリカ合衆国に駐箚する初代駐在員に選ばれ、1966年（昭和41年）に同国に赴任した。1968年（昭和43年）まで駐在員としてアメリカ合衆国に在留し、その間にコロンビア大学の大学院に進学し、応用薬学EXTコースを修了した。1986年（昭和61年）、資生堂の製品研究所にて所長に就任するとともに、取締役の一人として名を連ねた。なお、その傍らで「皮膚保湿における保湿剤の機能ならびに皮膚保湿の恒常性維持に関する研究」と題した博士論文を執筆しており、同年9月25日に明治薬科大学より薬学博士の学位を授与された。1989年、アメリカ合衆国にある皮膚科学研究所の副所長に就任した。この研究所は、マサチューセッツ総合病院、ハーバード大学医学大学院、資生堂の三者が共同で設立した機関である。1993年（平成5年）5月、資生堂の研究開発本部にて本部長に就任するとともに、専務に昇任した。その後、取締役を退任することとなり、1998年（平成10年）6月からは資生堂の顧問に就任するとともに、理事の一人として名を連ねた。なお、皮膚科学研究所については、取締役として引き続き副所長を務めた。
その生涯のうちに、専門書や学術書などを多く上梓している。また、日本国外で出版されていた専門書の翻訳も手掛けた。公的な役職としては、日本化粧品技術者会の会長、国際化粧品技術者会の副会長、日本香粧品科学会の副理事長など、業界団体や学術団体の役員を兼任していた。

## 人物
姓は「尾澤」だが、「澤」は「沢」の旧字体であるため、新字体で「尾沢」と表記される場合もある。自身が著した『美の科学――サクセスフル エイジング――美しく生きるヒント51章』においても、奥付の同一ページ内に「尾澤」と「尾沢」が混在する状態となっている。

## 略歴
- 1933年 - 奈良県にて誕生。
- 1957年 - 東京教育大学理学部卒業[1]。
- 1957年 - 資生堂化学研究所入社[1]。
- 1966年 - 資生堂アメリカ合衆国駐在員[1]。
- 1968年 - コロンビア大学大学院応用薬学EXTコース修了[1]。
- 1986年 - 資生堂製品研究所所長[1]。
- 1986年 - 資生堂取締役[1]。
- 1989年 - 皮膚科学研究所副所長[1]。
- 1993年 - 資生堂研究開発本部本部長[1]。
- 1993年 - 資生堂専務[1]。
- 1998年 - 資生堂顧問[1]。
- 1998年 - 資生堂理事[1]。

## 著作

### 単著
- 尾沢達也著『スキンケアハンドブック――若さと美しさをたもつ』講談社、1986年。ISBN 4062024772
- 尾澤達也著『化粧品の科学』4版、裳華房、1998年。ISBN 4785386800
- 尾澤達也著『美の科学――サクセスフル エイジング――美しく生きるヒント51章』フレグランスジャーナル社、1998年。ISBN 489479005X

### 共著
- 浜口晴彦ほか編,『現代エイジング辞典』早稲田大学出版部、1996年。ISBN 4657964143

### 編纂
- 尾澤達也編『エイジングの化粧学』早稲田大学出版部、1998年。ISBN 465798201X
- Bioengineering and the skin -- proceedings of the 9th International Symposium in Sendai, Japan, October 19-20, 1992, Hachiro Tagami, Tatsuya Ozawa and Tadashi Terui (ed.), Scandinavian University Press, 1994.
- Skin -- interface of a living system -- perspective for skin care system in the future -- proceedings of the Shiseido Science Symposium held in Tokyo on 5 July 1997, Hachiro Tagami, John A. Parrish and Tatsuya Ozawa (ed.), Elsevier, 1998. ISBN 0444829644

### 翻訳
- ジェームズ・H・ウィッタム編、尾沢達也・福島正二監訳『化粧品の安全性』フレグランスジャーナル社、1992年。ISBN 4938344300

### 註釈
1. ↑  日本香粧品科学会は、のちに日本香粧品学会の源流の一つとなった。